# Robins
Robins és una població dels Estats Units a l'estat d'Iowa. Segons el cens del 2000 tenia 1.806 habitants.

## Demografia
Segons el cens del 2000, Robins tenia 1.806 habitants, 592 habitatges, i 520 famílies. La densitat de població era de 182,5 habitants/km².
Dels 592 habitatges en un 46,5% hi vivien nens de menys de 18 anys, en un 83,6% hi vivien parelles casades, en un 2,2% dones solteres, i en un 12% no eren unitats familiars. En el 9,3% dels habitatges hi vivien persones soles l'1,9% de les quals corresponia a persones de 65 anys o més que vivien soles. El nombre mitjà de persones vivint en cada habitatge era de 3,05 i el nombre mitjà de persones que vivien en cada família era de 3,27.
Per edats la població es repartia de la següent manera: un 33% tenia menys de 18 anys, un 4,5% entre 18 i 24, un 30,5% entre 25 i 44, un 26,5% de 45 a 60 i un 5,6% 65 anys o més.
L'edat mediana era de 37 anys. Per cada 100 dones de 18 o més anys hi havia 108,6 homes.
La renda mediana per habitatge era de 74.211 $ i la renda mediana per família de 76.666 $. Els homes tenien una renda mediana de 51.520 $ mentre que les dones 33.500 $. La renda per capita de la població era de 25.078 $. Entorn del 0,4% de les famílies i l'1,2% de la població estaven per davall del llindar de pobresa.

## Poblacions més properes
El següent diagrama mostra les poblacions més properes.